# Carlos Mauricio Agurto
Carlos Mauricio Agurto (Sullana Piura, 3 de agosto de 1932 - Lima, 12 de noviembre del 2017) fue un general EP y abogado peruano.

## Biografía
Carlos Mauricio Agurto nació en la ciudad de Sullana, Piura, el 3 de agosto de 1932. Fue hijo de Tomás Mauricio Ward y de Augusta Agurto Coloma.
En la ciudad de Lima, se preparó como militar y luego subió al rango de general. Fue integrante de la primera misión del exitoso Batallón Perú en los cuerpos de paz de la Organización de las Naciones Unidas, quienes fueron denominado como “Los Precursores” y se unieron a las fuerzas de paz de la ONU con la misión de vigilar el alto al fuego entre Israel y los países árabes en el Medio Oriente. Fue también designado como subjefe de Estado Mayor Operativo de las Fuerzas Armadas del Perú.
Fue uno de militares que denunció la matanza del penal de la isla “El Frontón” durante el primer gobierno del presidente Alan García.
En julio del año 1990, Carlos Mauricio fue acusado de un supuesto de intento de golpe de Estado contra el recién gobierno de Alberto Fujimori. Dicha acusación fue anunciada por el Servicio de Inteligencia Nacional del Perú (SIN), la cual estaba controlada por Vladimiro Montesinos, asesor presidencial de Fujimori, quien preparaba cambios en la cúpula militar a favor del gobierno fujimorista.
Desde el autogolpe de estado del 5 de abril de 1992, Carlos Mauricio se volvió crítico y opositor del gobierno fujimorista. Posteriormente en el año 1994, Mauricio colaboró en la fundación de Unión por el Perú, partido político liderado por Javier Pérez de Cuéllar para ser candidato presidencial en las elecciones generales del año siguiente. Mauricio también decidió participar sin éxito como candidato al Congreso de la República.
En el año 1995, Carlos Mauricio junto con los generales en retiro Walter Ledesma y Luis Mellet Castillo fueron procesados por el Consejo Supremo de Justicia Militar, debido a que emitieron críticas ante la actuación del gobierno de Alberto Fujimori durante el conflicto contra Ecuador. Mauricio fue condenado a un año de prisión y el caso fue polémico debido a que sostuvieron que las condenas eran venganza del gobierno fujimorita, esto tras los nexos de Ledesma y Mauricio con el partido Unión por el Perú. Luego en abril del mismo año, la Coordinadora Nacional de Derechos Humanos envió un comunicado de prensa en el que pedían la liberación inmediata de los tres generales, la cual tuvo éxito gracias a la controvertida ley de amnistía hecha por los congresistas del fujimorismo.
A los 63 años estudió la carrera de Derecho.
Postuló nuevamente al Congreso de la República en las elecciones del año 2000 y apoyó la Marcha de los Cuatro Suyos encabezada por Alejandro Toledo.

## Fallecimiento
El 12 de noviembre del 2017, Carlos Mauricio Agurto falleció a los 85 años en la ciudad de Lima. La noticia fue anunciada por la Asociación Batallón Especial del Perú y luego sus restos fueron velados en el Hospital Militar Central.